# Allium dolichomischum
Allium dolichomischum är en amaryllisväxtart som beskrevs av Aleksei Ivanovich Vvedensky. Allium dolichomischum ingår i släktet lökar, och familjen amaryllisväxter. Inga underarter finns listade i Catalogue of Life.